# Sierra de las Tortolitas
La sierra de las Tortolitas es una sierra menor localizada en el noroeste de Tucson en Arizona en los Estados Unidos. Con una elevación máxima de 4562 pies, la sierra de las Tortolitas está situada en el límite norte de Valle de Oro y Maraña, dos suburbios de Tucson. La mayor parte de la sierra está protegida como parte del parque de la sierra de las Tortolitas, establecido en 1986 por el condado de Pima. El acceso al público desde Maraña ha sido restringido.
La sierra de las Tortolitas incluyen extensos recursos culturales. Los nativos estadounidenses conocidos como Hohokam ocuparon el área durante unos 700 años comenzando en el año 500 d. C. 
Otras sierras que rodean el valle de Tucson incluyen a la más prominente, la sierra de Santa Catalina, seguida de la sierra del Rincón, la sierra de Santa Rita y la sierra de Tucson.